# Oscar Chirimini
Oscar Chirimini (28 marzo 1917 – 3 aprile 1961) è stato un calciatore uruguaiano.

## Carriera

### Club
Giocò nel River Plate di Montevideo sino al 1942, in quell'anno passò al Peñarol dove militò sino al 1947. Con i gialloneri vinse la Primera División Uruguaya 1945.

### Nazionale
Esordì con la maglia della Nazionale il 6 gennaio 1937 nella partita valevole per il Campeonato Sudamericano de Football 1937 disputata a Buenos Aires contro il Perù. Il primo gol lo realizzò il 29 gennaio del 1939 contro il Cile in una gara del Campeonato Sudamericano de Football 1939. Con l'Uruguay prese parte alla vittoriosa campagna del Campeonato Sudamericano de Football 1942 disputato in casa, conclusa con 6 vittorie in altrettante gare, dove collezionò 4 presenze (tutte da subentrante) e un gol. In totale vestì la maglia della Celeste 20 volte mettendo a segno 3 reti.

## Statistiche

### Cronologia presenze e reti in Nazionale
| Cronologia completa delle presenze e delle reti in nazionale ― Uruguay | Cronologia completa delle presenze e delle reti in nazionale ― Uruguay | Cronologia completa delle presenze e delle reti in nazionale ― Uruguay | Cronologia completa delle presenze e delle reti in nazionale ― Uruguay | Cronologia completa delle presenze e delle reti in nazionale ― Uruguay | Cronologia completa delle presenze e delle reti in nazionale ― Uruguay | Cronologia completa delle presenze e delle reti in nazionale ― Uruguay | Cronologia completa delle presenze e delle reti in nazionale ― Uruguay |
| Data                                                                   | Città                                                                  | In casa                                                                | Risultato                                                              | Ospiti                                                                 | Competizione                                                           | Reti                                                                   | Note                                                                   |
| ---------------------------------------------------------------------- | ---------------------------------------------------------------------- | ---------------------------------------------------------------------- | ---------------------------------------------------------------------- | ---------------------------------------------------------------------- | ---------------------------------------------------------------------- | ---------------------------------------------------------------------- | ---------------------------------------------------------------------- |
| 06-01-1937                                                             | Buenos Aires                                                           | Uruguay                                                                | 4 – 2                                                                  | Perù                                                                   | Campeonato Sudamericano de Football 1937                               | -                                                                      | [ 6 ]                                                                  |
| 10-01-1937                                                             | Buenos Aires                                                           | Cile                                                                   | 3 – 0                                                                  | Uruguay                                                                | Campeonato Sudamericano de Football 1937                               | -                                                                      | [ 6 ]                                                                  |
| 11-11-1937                                                             | Avellaneda                                                             | Argentina                                                              | 5 – 1                                                                  | Uruguay                                                                | Copa Lipton                                                            | -                                                                      | [ 7 ]                                                                  |
| 29-01-1939                                                             | Lima\|Lima (Perù)\|Lima                                                | Cile                                                                   | 2 – 3                                                                  | Uruguay                                                                | Campeonato Sudamericano de Football 1939                               | 1                                                                      | [ 4 ]                                                                  |
| 12-02-1939                                                             | Lima\|Lima (Perù)\|Lima                                                | Perù                                                                   | 2 – 1                                                                  | Uruguay                                                                | Campeonato Sudamericano de Football 1939                               | -                                                                      | [ 4 ]                                                                  |
| 24-03-1940                                                             | Rio de Janeiro                                                         | Brasile                                                                | 3 – 4                                                                  | Uruguay                                                                | Copa Rio Branco                                                        | -                                                                      | [ 8 ]                                                                  |
| 31-03-1940                                                             | Rio de Janeiro                                                         | Brasile                                                                | 1 – 1                                                                  | Uruguay                                                                | Copa Rio Branco                                                        | -                                                                      | [ 8 ]                                                                  |
| 09-02-1941                                                             | Santiago                                                               | Uruguay                                                                | 6 – 0                                                                  | Ecuador                                                                | Campeonato Sudamericano de Football 1941                               | -                                                                      | [ 9 ]                                                                  |
| 16-02-1941                                                             | Santiago                                                               | Cile                                                                   | 0 – 2                                                                  | Uruguay                                                                | Campeonato Sudamericano de Football 1941                               | 1                                                                      | [ 9 ]                                                                  |
| 23-02-1941                                                             | Santiago                                                               | Uruguay                                                                | 0 – 1                                                                  | Argentina                                                              | Campeonato Sudamericano de Football 1941                               | -                                                                      | [ 9 ]                                                                  |
| 26-02-1941                                                             | Santiago                                                               | Uruguay                                                                | 2 – 0                                                                  | Perù                                                                   | Campeonato Sudamericano de Football 1941                               | -                                                                      | [ 9 ]                                                                  |
| 10-01-1942                                                             | Montevideo                                                             | Uruguay                                                                | 6 – 1                                                                  | Cile                                                                   | Campeonato Sudamericano de Football 1942                               | -                                                                      | [ 5 ]                                                                  |
| 18-01-1942                                                             | Montevideo                                                             | Uruguay                                                                | 7 – 0                                                                  | Ecuador                                                                | Campeonato Sudamericano de Football 1942                               | -                                                                      | [ 5 ]                                                                  |
| 01-02-1942                                                             | Montevideo                                                             | Uruguay                                                                | 3 – 0                                                                  | Perù                                                                   | Campeonato Sudamericano de Football 1942                               | 1                                                                      | [ 5 ]                                                                  |
| 07-02-1942                                                             | Montevideo                                                             | Uruguay                                                                | 1 – 0                                                                  | Argentina                                                              | Campeonato Sudamericano de Football 1942                               | -                                                                      | [ 5 ]                                                                  |
| 25-05-1942                                                             | Buenos Aires                                                           | Argentina                                                              | 4 – 1                                                                  | Uruguay                                                                | Copa Newton                                                            | -                                                                      | [ 10 ]                                                                 |
| 25-08-1942                                                             | Montevideo                                                             | Uruguay                                                                | 1 – 1                                                                  | Argentina                                                              | Copa Lipton                                                            | -                                                                      | [ 7 ]                                                                  |
| 28-03-1943                                                             | Buenos Aires                                                           | Argentina                                                              | 3 – 3                                                                  | Uruguay                                                                | Copa Juan Mignaburu                                                    | -                                                                      | [ 11 ]                                                                 |
| 04-04-1943                                                             | Montevideo                                                             | Uruguay                                                                | 0 – 1                                                                  | Argentina                                                              | Copa Héctor Gómez                                                      | -                                                                      |                                                                        |
| Totale                                                                 |                                                                        | Presenze                                                               | 19                                                                     |                                                                        | Reti                                                                   | 3                                                                      |                                                                        |

## Palmarès

### Club
- Campionato uruguaiano: 1

Peñarol: 1945
- Torneo Competencia: 3

Peñarol: 1943, 1946, 1947
- Copa de Confraternidad Escobar - Gerona: 1

Peñarol: 1942
- Torneo de Honor: 2

Peñarol: 1945, 1947

### Nazionale
- Campeonato Sudamericano de Football: 1

1942
- Copa Rio Branco: 1

1940